# Estación Vieytes
Hipólito Vieytes es una estación ferroviaria de la localidad homónima, en el Partido de Magdalena,  Provincia de Buenos Aires, Argentina.

## Servicios
La estación correspondía al Ferrocarril General Roca de la red ferroviaria argentina. Fue clausurada en 1980.